# Aedes albolateralis
Aedes albolateralis är en tvåvingeart som först beskrevs av Theobald 1908.  Aedes albolateralis ingår i släktet Aedes och familjen stickmyggor. Inga underarter finns listade i Catalogue of Life.